# 和歌山信愛短期大学
和歌山信愛短期大学（わかやましんあいたんきだいがく、英語: Wakayama Shin-Ai Junior College）は、和歌山県和歌山市にある日本の私立短期大学である。大学の略称は和歌山信愛。

## 概観

### 大学全体
- 和歌山県和歌山市に所在する日本のカトリック系私立短期大学で、設置主体は学校法人和歌山信愛女学院。
- 1学科50名体制で1951年[注 1]に開学[注 2]
- 1994年度〜2001年度入学生までは3学科[注 3]体制となったが、その翌年度以降は2学科[注 3]体制となっている。
- 現在、和歌山県で唯一の短期大学でもある[注 4]。
- 2025年度の入学生を最後に[注 5]短期大学としての使命を終えることが決定している。

### 建学の精神（校訓・理念・学是）
- 和歌山信愛短期大学は、「ショファイユの幼きイエズス修道会」が設立の母体となっており、以下の信愛教育が「建学の精神と教育・研究の理念」とされている。
  - キリストの教えに根ざした教育
  - 一人ひとりを大切にする教育
  - 能力の開発を目指す教育
  - 自己形成を促す教育
  - 社会貢献への態度を形成する教育

### 教育および研究
- 和歌山信愛短期大学は、カトリック精神に基づいた教育が母体となっていることから、「信愛教育」の科目が必須となっている。

### 学風および特色
- 和歌山信愛短期大学はカトリック系の短大であることから、「聖母祭」や「死者のための追悼ミサ」など宗教的儀式が行なわれているのが特徴である。

## 沿革
- 1877年 - 兵庫県宝塚市仁川にて「ショファイユの幼きイエズス修道会」日本管区創設。
- 1884年 - 「ショファイユの幼きイエズス修道会」が教育事業を創設し前身の信愛女学校を開設。
- 1941年 - 和歌山県立和歌山高等女学校家政専攻科が同窓会である桜映会へ移管。桜映学園(1年制)発足[3]。
- 1946年
  - 4月 - 桜映女学校が設立される[4]。
- 1947年
  - 3月 - 財団法人和歌山女子学園設置。
  - 同 - 和歌山女子専門学校（英文科、経済科）が設置される[5]。
- 1949年
  - 10月 文部省[注 6]に短期大学[注 7]の設置認可に関する申請を以下の通り行う[6][7][8][9][10]。
    - 英語科 入学定員50名　
    - 被服科 入学定員50名
- 1950年
  - 3月 設置認可されず。
  - 10月 文部省[注 6]に再申請を行う[11]。
- 1951年
  - 1月18日 左記を以て財団法人和歌山女子学園が学校法人和歌山女子短期大学に組織変更される[12]。
  - 3月7日 左記を以て文部省[注 8]より短期大学の設置が認可される[13]。なお旧来の経済科は廃止。
  - 4月1日 和歌山女子短期大学（わかやまじょしたんきだいがく）が以下の学科体制にて開学する。
    - 英語科 入学定員50名[注 9]

  - 11月 幼きイエズス修道会に経営移管。
- 1953年
  - 4月1日 家政科[注 10]が設置され、英語科が廃止される[14]。
- 1954年 学生数 女84[15][注 11]
- 1955年
  - 2月25日 和歌山信愛女子短期大学に改称[17]。
- 1956年
  - 4月1日 保育科が設置される[18]。
- 1958年
  - 5月1日 学生数 家政科 女75、保育科 女15[19]
- 1963年
  - 4月1日 家政科の入学定員を40→80に増員[20]。学生数 女175/定員120[21]
- 1969年
  - 4月1日 家政科が以下の専攻に分離される[22]。入学定員80→100[23]
    - 家政専攻 入学定員50
    - 食物栄養専攻 入学定員50

  - 同 保育科の入学定員を40→50に増員[22]。
- 1990年
  - 4月1日 学科及び専攻名を以下の通り変更する[24][注 12]。
    - 家政科→生活文化学科
      - 家政専攻→生活文化専攻

  - 10月 校地を移転。
- 1994年
  - 4月1日 英語学科が設置される[27][注 13]。英語科が廃止された1953年以来、41年振りの再設置となった。
- 1998年
  - 4月1日 英語学科を英語コミュニケーション学科に名称変更[29]。
- 1999年
  - 4月1日 学科及び専攻の入学定員を以下の通り変更する[30]。
    - 生活文化学科生活文化専攻 50→30
    - 保育科 50→100
    - 英語コミュニケーション学科 100→70

  - 5月1日 学生数[31]
    - 生活文化学科 女224
    - 保育科 女157
    - 英語コミュニケーション学科 女45/定員170
- 2000年
  - 4月1日 生活文化学科生活文化専攻の入学定員を30→60に増員[32]。
- 2001年
  - 4月1日 今年度をもって英語コミュニケーション学科の学生募集を最終とする[注 14]。
- 2003年
  - 3月31日 左記をもって英語コミュニケーション学科廃止[34]。
- 2006年
  - 4月1日 学科の一部、入学定員を以下の通り変更する[35]。
    - 生活文化学科生活文化専攻 60→40
    - 保育科 100→120
- 2009年
  - 4月1日 保育科の入学定員を120→100に減員[36]。
- 2013年
  - 4月1日 法人名を学校法人和歌山女子短期大学から学校法人和歌山信愛女学院に変更。
- 2021年 - 学生数[37]
  - 生活文化学科生活文化専攻：女84
  - 生活文化学科食物栄養専攻：女62
  - 保育科：女152
- 2021年
  - 11月15日 - 短期大学創立70周年。
- 2025年4月1日
  - 男女共学化に伴い、和歌山信愛短期大学に改称[38][39]。
  - この年度で短期大学としての学生募集を最終とする[注 5]。

## 基礎データ

### 所在地
- 和歌山県和歌山市相坂702番地2

### 象徴
- カレッジマークは、中央部分にハートマークがありその上部にはカトリックを意味する十字架が描かれたものとなっている。

## 教育および研究

### 組織

#### 学科
- 生活文化学科
  - 生活文化専攻
  - 食物栄養専攻
- 保育科

##### 過去にあった学科
- 英語コミュニケーション学科 入学定員70[注 15]

#### 取得資格について
資格
- 栄養士資格:生活文化学科食物栄養専攻にて取得できるようになっている。
- 保育士資格:保育科にて取得できるようになっている。
- 社会福祉主事任用資格：保育科にて取得できるようになっている。

教職課程
- 幼稚園教諭二種免許状が保育科にて取得できるようになっている。保育科設置された当初より認定を受けている[41]
- かつては、中学校教諭二種免許状（家庭）の課程が生活文化学科生活文化専攻に設置されていた[42]。現在は取得できない。
- 当初は中学校教諭ほか高等学校教諭免許状（家庭）の教職課程を家政科[注 16]に併設[43]。

#### 附属機関
- 図書館：学内にある。およそ44,000冊の所蔵がある。本短大の図書館は和歌山コンソーシアム地域図書館に指定されている。

## 学生生活

### 部活動・クラブ活動・サークル活動
- 和歌山信愛短期大学のクラブ活動は「聖歌隊」がある。

### 学園祭
- 和歌山信愛短期大学の学園祭は「信愛祭」と呼ばれ、毎年概ね10月最終週に行なわれている。

## 施設

### キャンパス
- 交通アクセス：和歌山電鐵貴志川線 岡崎前駅 下車徒歩約10分。阪和自動車道和歌山南スマートインターチェンジより自動車で約5分。

### 学生食堂
- 学内にある。「マリアンホール」と称した建物内にある。

### その他
- アンチエホール
- セシリアホール
- チャペル

## 対外関係

### 他大学との協定
- 紀の国大学協議会単位互換制度
  - 紀の国大学協議会に参加する大学等間で、「地（知）の拠点大学による地方創生推進事業」を実施するにあたり、各大学等の学生が他大学等の単位互換科目を履修し、それを在籍する大学等の単位として認定する制度があった。
  - 参加大学：和歌山大学・大阪市立大学・大阪府立大学・摂南大学・和歌山工業高等専門学校・和歌山信愛女子短期大学（以上は実施当時の名称）
  - なお、文部科学省「地（知）の拠点大学による地方創生推進事業（COC＋事業）」は、2019年度をもって終了。拠点であった和歌山大学のウェブサイト上にあった和歌山大学 COC+推進室ホームページ（「紀の国大学」ホームページ）が2025年度から消去された[44]。

### 姉妹校
4学校法人から成る「信愛4姉妹校」のグループに属する。
- 大阪信愛学院大学
- 大阪信愛学院短期大学
- 久留米信愛女学院短期大学
- 熊本信愛女学院中学校・高等学校[45]

## 社会との関わり
- 文化講座や公開講座がある。詳細はホームページを参照されたい。

キャンパス内に文部科学省による「地（知）の拠点整備事業」により和歌山市から派遣される保育士等により、育児を行う親の交流や乳幼児が遊戯をできる無料子育て支援施設「木のおうち」を開設している。

## 卒業後の進路について

### 就職について
- 生活文化学科
  - 生活文化専攻:紀陽銀行・和歌山銀行・きのくに信用金庫・新光証券・ユニクロ・三菱UFJ証券・髙島屋・近鉄百貨店・ローソンなどがある[37]。
  - 食物栄養専攻:在学中に取得した資格を活かした職に就く人が多い傾向にある。マルタマフーズグループ・南陽食品・クリニコ・ナリコマエンタープライズ・有田食品・エームサービスなどがある[37]。
- 保育科:保育士として保育園や児童福祉施設に就職する人が大半。幼稚園への就職実績として和歌山信愛幼稚園や愛徳幼稚園などがある[37]。

### 編入学・進学実績
- これまでの実績では、大阪教育大学、関西外国語大学、千里金蘭大学、兵庫大学、桃山学院大学などがある[37]。

## 設置者が同じ学校
- 和歌山信愛大学
- 和歌山信愛中学校・高等学校
- 和歌山信愛幼稚園